# Parcani (Șoldănești)
Parcani è un comune della Moldavia situato nel distretto di Șoldănești di 769 abitanti al censimento del 2004.